# Callicera macquarti
Callicera macquarti (Rondani, 1844), es una especie de mosca sírfida. 

## Distribución
Principalmente en el centro y sur de Europa, incluyendo varias regiones de Grecia. Se distribuyen por el Paleártico en Eurasia, Suiza.

## Hábitat
Bosques caducifolios antiguos (Fagus, Quercus) y robledales de hoja perenne con árboles maduros.

## Biología
Periodo de vuelo de abril a principios de agosto. Visita flores como Allium spp., Hedera y Solidago. La larva, aunque no descrita, se ha encontrado en agujeros de putrefacción de Quercus rotundifolia en España.